# 大須通

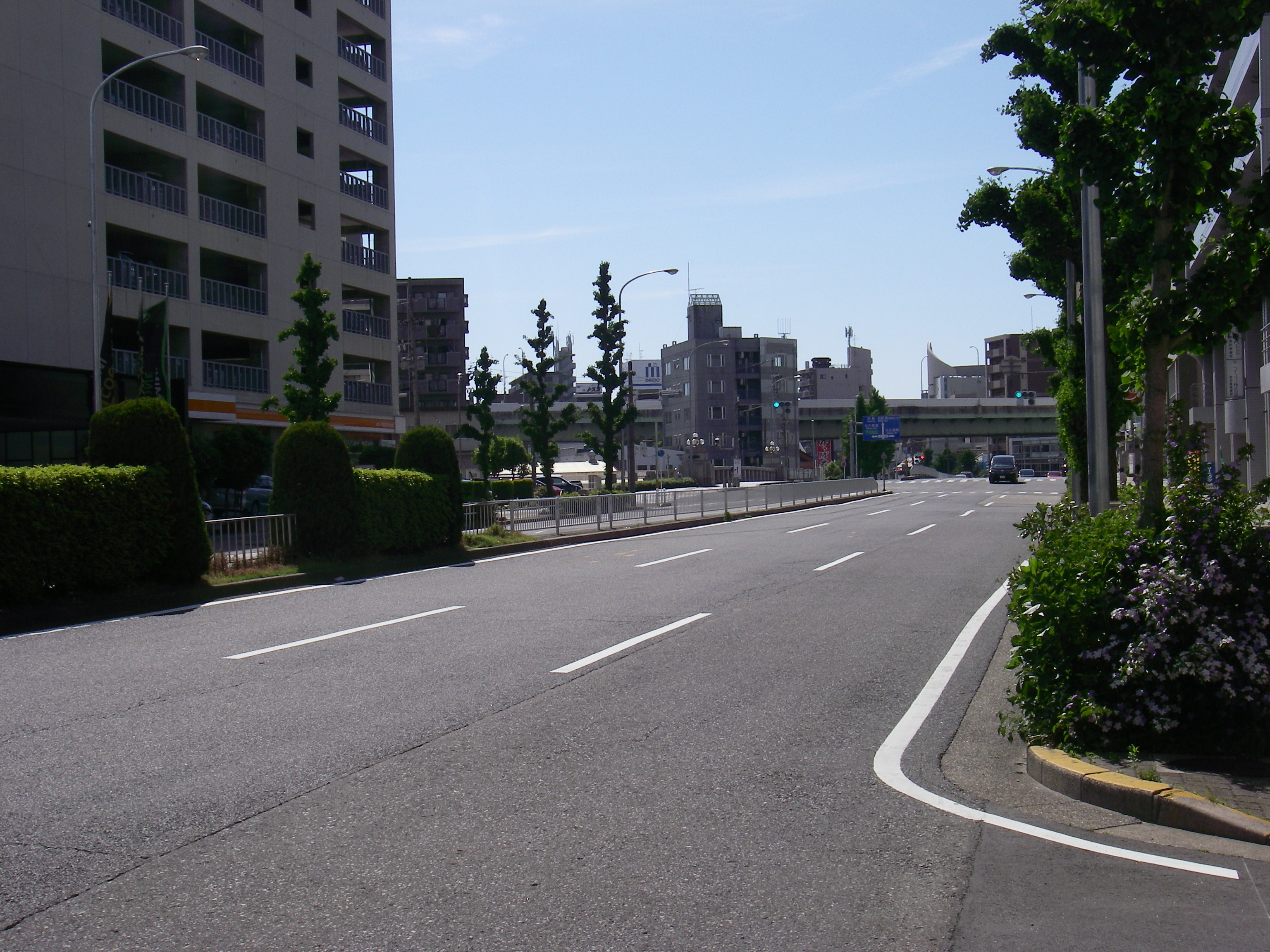
大須通（2013年5月）
中区西大須通交点付近から西、岩井橋方向

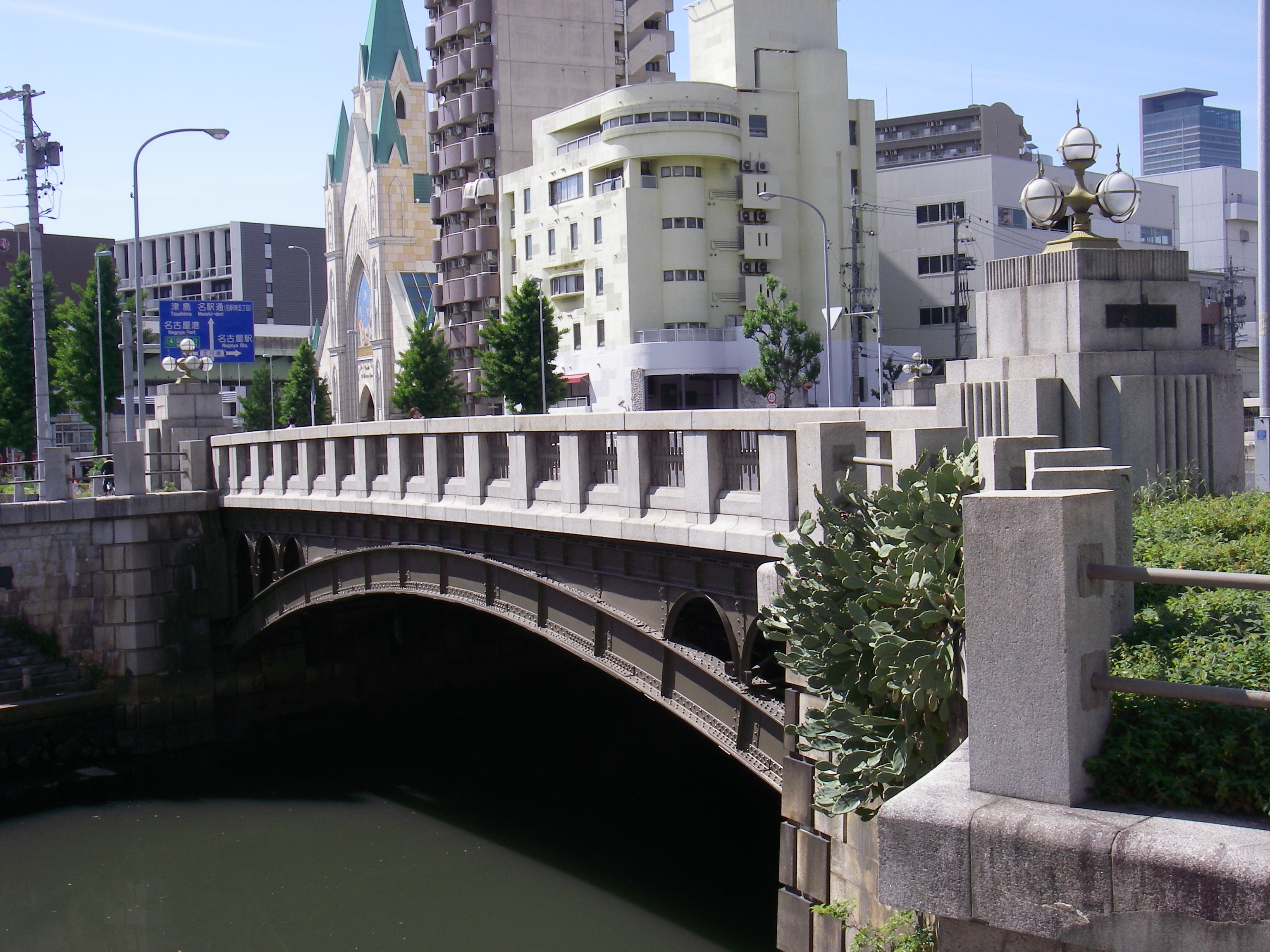
岩井橋（2013年5月）

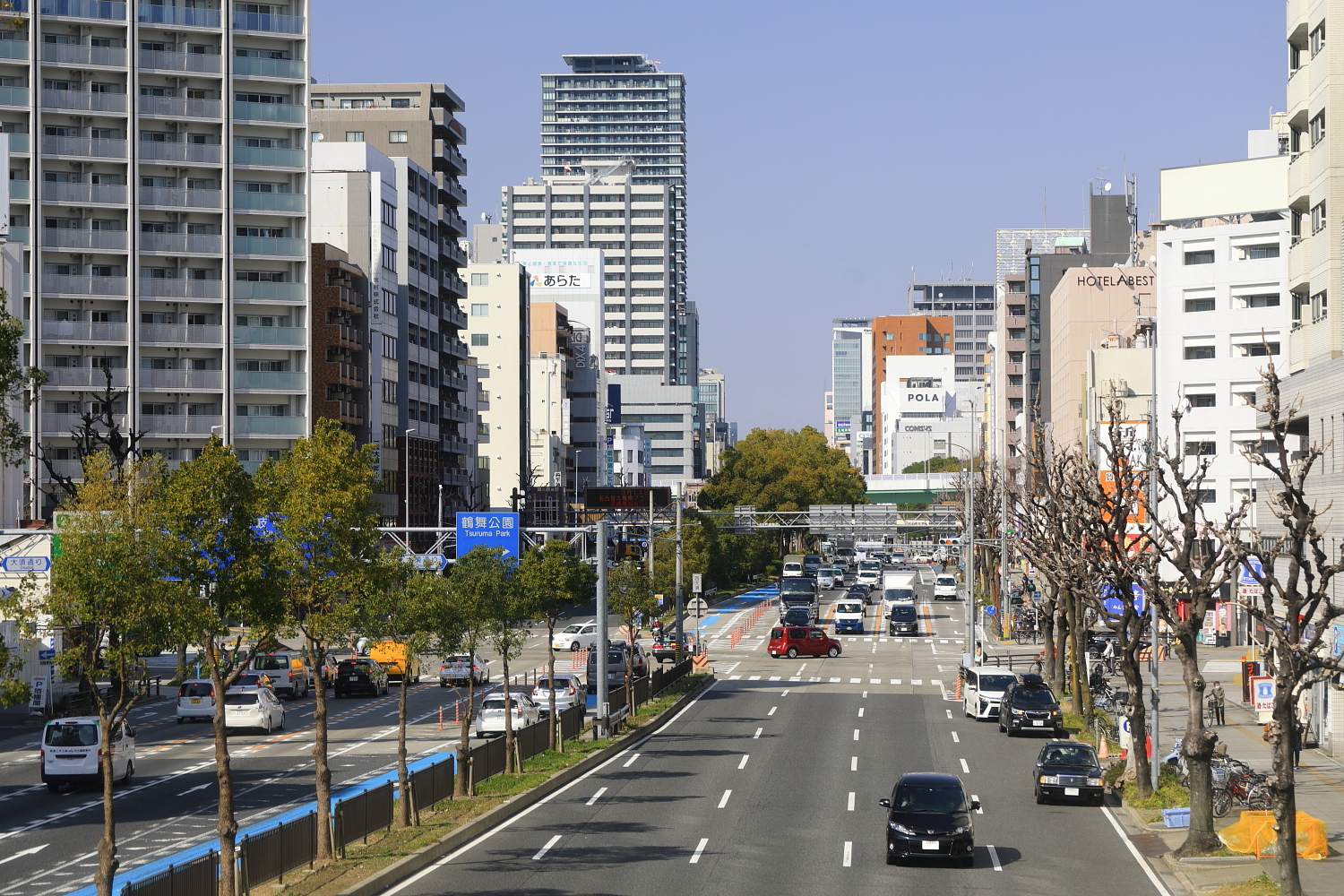
伏見通と交差する「西大須」交差点

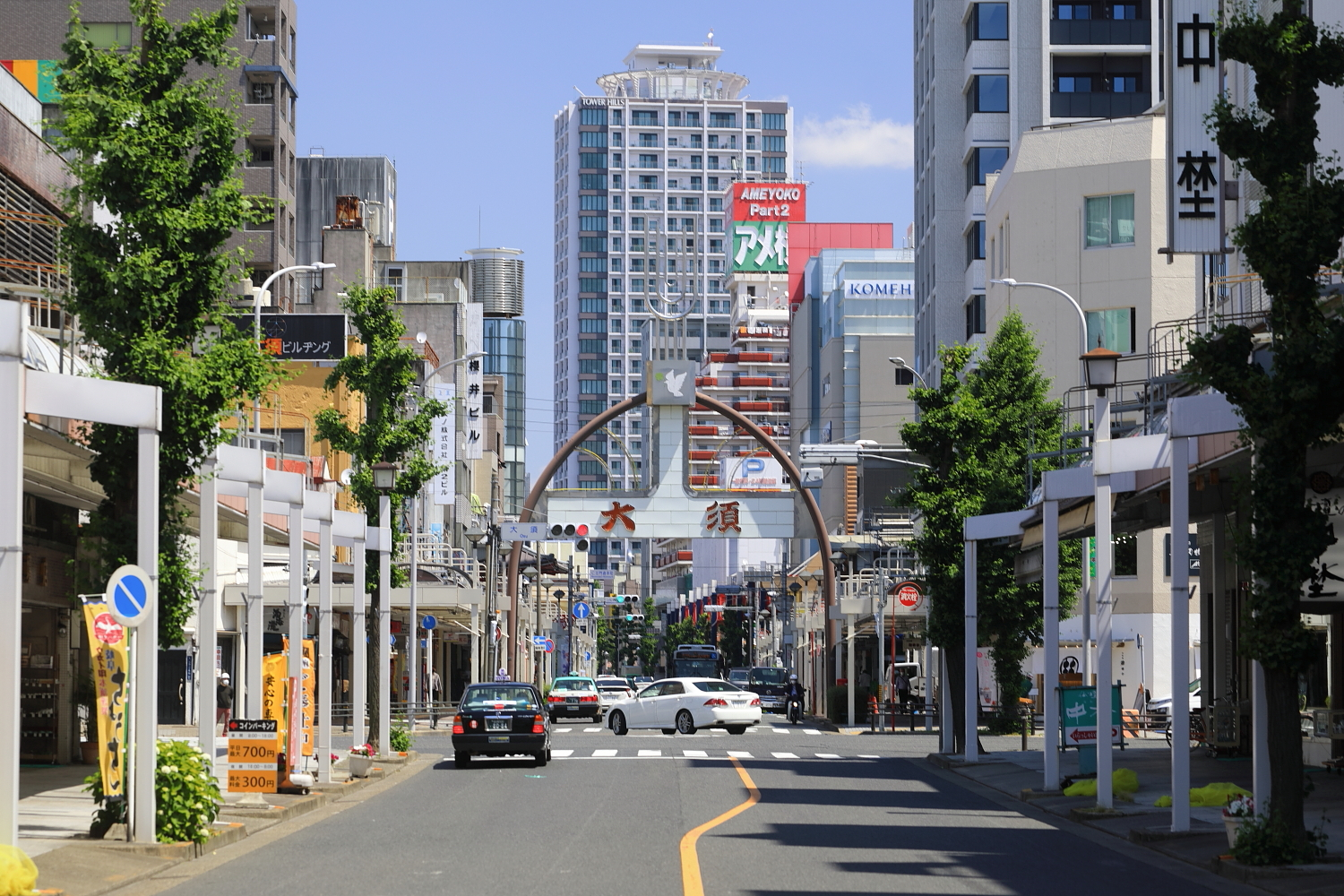
門前町通（本町通）と交差する「大須」交差点

大須通（おおすどおり）は、愛知県名古屋市の中区から中村区南部を経て中川区に至る東西の通りである。

## 概要
中区の鶴舞公園前交差点から中川区黄金跨線橋南交差点に至るまでの約3キロメートル (km) を指す。正式名は、鶴舞公園前から上前津交差点までが名古屋市道大池通、岩井橋東交差点までが名古屋市道岩井通、岩井橋上が名古屋市道大須水主町第3号線、岩井橋西から水主町交差点までが名古屋市道日置通線、そして残る区間が名古屋市道愛知名駅南線である。「大須通」の名は、1984年（昭和59年）に名古屋市が市内の道路の愛称を公募した際にその一つとして制定したものである。
1919年（大正8年）から始まった名古屋市の第1期都市計画街路事業により整備された。鶴舞公園前から西大須交差点付近までは地下を名古屋市営地下鉄鶴舞線が通る。かつては鶴舞公園前から名駅南五丁目交差点にかけて路上を名古屋市電（公園線・御黒門線・岩井町線・水主町延長線）が走っていた。
鶴舞公園から上前津交差点にかけては古書店が多く点在し、名古屋の古書店街として知られている。

## 沿道の主な施設
- 鶴舞公園
- エフエム愛知
- 中警察署
- 記念橋（新堀川）
- 名古屋市営地下鉄名城線・鶴舞線 上前津駅
- 長福寺 （七寺）
- 本願寺名古屋別院（西別院）
- 名古屋スポーツセンター
- 岩井橋（堀川）
- 運河橋（中川運河）

## 接続する道路
- 名古屋市道堀田高岳線（空港線）（中区・鶴舞公園前交差点）
- 前津通（中区・上前津東交差点）
- 大津通（中区・上前津交差点）
- 国道19号（伏見通）（中区・西大須交差点）
- 名古屋市道江川線（中村区・水主町交差点）
- 名古屋市道山王線・名古屋市道愛知名駅南線（名駅通）（中村区・名駅南五丁目交差点）
- 名古屋市道名古屋環状線（中川区・黄金跨線橋南交差点）

## 別名
- 運河通（名古屋市中川区）
- 岩井通（名古屋市中区）